# The Sims 2
The Sims 2 strateška je računalna igra, simulacija stvarnog života, čiji je programer tvrtka Maxis, a izdavač Electronic Arts. Nastavak je najbolje prodavane igre u povijesti, The Sims. U prodaju je puštena 17. rujna, 2004. i prodana je u milijun kopija, samo u prvih deset dana. The Sims 2 igra puštena je u prodaju zasebno za svaku platformu. Namijenjena je Windows operacijskom sustavu, Mac OS X, i nekoliko drugih konzola. Dosad je u prodaju pušteno osam ekspanzija i deset dodataka za igru.
U The Sims 2, igrač preuzima kontrolu nad životima Simsa, računalnih likova u igri, u njihovu međuodnosu s njihovom virtualnom okolinom, od svakodnevnih aktivnosti do stvaranja veza s drugim Simsima, na način sličan kao i u stvarnom životu. Igra se temelji na svojoj prethodnici, The Sims, dopuštajući Simsima da prođu kroz šest stadija svoga života i objedinjujući ih u potpuno novi 3D mehanizam igre.

## Igranje igre
The Sims 2 nema određen cilj. Samo igranje igre slobodoumno je, dozvoljavajući igraču slobodu da virtualne likove, Simse, upravlja na onaj način na koji njemu odgovara. Sveopće kruženje čitave igre odraz je stvarnog života: rođenje, odrastanje, sklapanje braka, rađanje djece, starenje te na kraju, neizbježna smrt. Ovo kruženje nije ograničeno, jer nema potrebe i obaveze za ženidbu (Simsi imaju mogućnost posvojiti dijete), a čak se i sama smrt može izbjeći.

### Susjedstva i parcele
Susjedstvo je u The Sims 2, grubo rečeno, istovjetno izbornicima za spremanje u drugim igrama. Teorijski rečeno, igrač može spremiti neograničen broj susjedstava. Susjedstva su zasebna mjesta; Simsi iz jednog susjedstva ne mogu komunicirati sa Simsima iz drugog susjedstva. Susjedstva prikazana u izborniku za susjedstva nazivaju se još i "osnovnim susjedstvima", kako bi ih se razlikovalo od susjedstava koja postaju dostupna nakon instaliranja određenih ekspanzija, ili dodataka za The Sims 2. The Sims 2 ima tri različita susjedstva koja uvijek dolaze s igrom koje je napravio Maxis, a to su: Pleasantview, Strangetown i Veronaville.
Svako susjedstvo u sebi sadrži parcele. Postoje dvije vrste parcela: stambene parcele i parcele zajednice (dodano ih je još u The Sims 2: University). Stambeno zemljište sadrži kuće u kojima Simsi žive, dok parcele zajednice sadrže odredišta koja Simsi mogu posjetiti. Parcela zajednice može sadržavati restorane, butike, teretane, itd. Susjedstvo može sadržavati neograničen broj obje vrste parcela. Susjedstva koja dolaze s ekspanzijama često se koriste kako bi se zemljišta razdijelila te je na taj način napor memorije tijekom otvaranja susjedstva smanjen.
Tijekom ranog planiranja igre, programerski tim u Maxisu otkrio je javnosti plan da igra u prodaju krene s jednim susjedstvom imena Riverside. Nažalost, zbog šestomjesečnog kašnjenja same igre, ideja je propala i Riverside nikada nije ušao u sastav igre.

### Simsi
Simsi su glavni likovi igre The Sims 2. Oni stare, imaju određene potrebe, ostvaruju snove i ciljeve, imaju vlastite osobnosti, stvaraju veze, imaju posao te na kraju, umiru. Simsi prolaze kroz šest (ili sedam u The Sims 2: University) jedinstvenih stadija života: novorođenče, dojenče, dijete, adolescent, punoljetnik (u University), odrastao Sims i ostarjeli Sims. (Stadij punoljetnika dostupan je samo onom Simsu koji ode na sveučilište. Sims koji odluči ne otići na sveučilište, prelazi direktno iz adolescenta u odraslu osobu). Kako se njihov život odvija, uloge Simsa mijenjaju se u odrazu na njihovu dob. Novorođenčad je potpuno ovisna o zrelijim Simsima da bi ispunili svoje potrebe. Dojenčad komunicira na temeljnoj razini sa svojom okolinom te bivaju učeni osnovnim vještinama, kao što je hodanje i pričanje. Djeca idu u školu i dobivaju novi, ali ograničen smisao samostalnosti. Adolescenti pronalaze više samostalnosti, dobivajući mogućnost poslova od tri razine. Odrasli Simsi u potpunosti su neovisni; mogu sklapati brakove, imati djecu, i doći do vrha svojih odabranih karijera. Ostarjelim Simsima, nakon što su prošli kroz svoje mladenačke godine, otvaraju se vrata mirovine; mogu prestati s poslom koji su imali kao odrasli Simsi, ali se ponovo mogu zaposliti samo u karijerama od tri razine, baš poput adolescenata.
Simse kroz život vode njihove najosnovnije potrebe. U The Sims 2, Simsi imaju osam osnovnih potreba, ili motiva, ovisno o njihovoj dobi. mjehur (bladder), udobnost (comfort), energija (energy), okoliš (environment), čistoća (hygiene), zabava (fun), druženje (social) i glad (hunger). U drugim ekspanzijama kao što je The Sims 2: Pets, ljubimci imaju posebne potrebe kao što su grebanje (schratching) i žvakanje (chewing). Važnost jedne potrebe prevladava nad drugom. Primjerice, Sims čiji je motiv gladi zanemaren može umrijeti od gladi, dok će Sims čiji je motiv čistoće zanemaren samo smrdjeti. Motivi se međusobno objedinjuju i čine Raspoloženje (Mood) jednog Simsa. Ako su motivi općenito niski, raspoloženje Simsa bit će negativno, onemogućujući mu vršenje pojedinih radnji. Jedan od izazova The Sims 2 jest pravilno uravnotežiti sve potrebe tijekom života Simsa.
U The Sims 2, svaki Sims, od adolescenta pa nadalje, ima jednu od sedam Aspiracija (Aspiration): obitelji, bogatstvu, znanju, popularnosti, romantici, užitku i zapečenom siru (aspiracija užitku i zapečenom siru uvedene su u The Sims 2: Nightlife ekspanziji, za The Sims 2). Ove aspiracije vode Simse kroz čitav njihov životni vijek. Za igrača, najvidljiviji element Simsove aspiracije jest ploča Želja i Strahova. Svaki Sim ima svoje Želje i Strahove, ovisno o nekim određenim čimbenicima kao što su njegova aspiracija, razina aspiracije, stadij života i trenutne okolnosti. Kada se Želja ispuni, dodjeljuju se aspiracijski bodovi i Aspiracijski metar popuni se u skladu s bodovima. Obrnuto od toga, ako se ostvari Strah, aspiracijski se bodovi oduzimaju i metar se snizi. Postoji šest razina Aspiracijskog metra, najviša je platinasta, zatim zlatna, dvije razine zelene i dvije razine crvene. Aspiracijski metar igra veliku ulogu u određivanju trajanja života u ostarjeloj dobi do smrti. Primjerice, ako Sim koji je u ostarjelu dob prešao s platinastim Aspiracijskim metrom, živjet će mnogo duže od onih koji su u tu dob prešli s crvenim. Aspiracijski se bodovi mogu iskoristiti za kupnju mnogih korisnih predmeta, čije se potencijalno blagotvorno i korisno djelovanje može pokazati negativnim ako je Simova aspiracijska razina niža od zlatne.
Osobnost je količinski način mjerenja Simovog ponašanja. Postoje pet različitih vrlina, svaka opisana sa svojom suprotnom manom: uredan/neuredan, komunikativan/sramežljiv, aktivan/lijen, razigran/ozbiljan i ljubazan/čangrizav. Ove vrline i mane određuju brzinu učenja novih vještina, razinu opadanja potreba, tip međuodnosa koje će Sim imati s drugim Simsima, njegovo prihvaćanje određenih odnosa i načina komunikacija itd.
Adolescenti i ostarjeli Simsi mogu odabrati posao u jednoj od deset različitih karijera. Karijere odraslih Simsa imaju deset razina svaka, dok karijere adolescenata i ostarjelih Simsa (jednake su) imaju samo tri razine. Tih deset karijera jesu: Sport, Poduzetništvo, Kriminal, Provedba zakona, Medicina, Vojska, Politika, Znanost i Lijenčina. Još četiri karijere uvedene su s University ekspanzijom, ili dodatkom, a to su Show Business, Nadnaravna, Prirodoslovna znanost i Umjetnost. Napredak u svakoj od karijera ovisi o učenju raznih vještina (svaka karijera zahtijeva tri specifične vještine, a University karijere zahtijevaju četiri) i o određenom broju obiteljskih prijatelja. S University ekspanzijom, Sim može dobiti diplomu koja omogućuje brži napredak u određenim karijerama, ovisno o osnovnom kolegiju koji je Sim (igrač) odabrao i apsolvirao.
Simsi ostvaruju dvije vrste veza – dnevnu i doživotnu. Dnevne su veze one na koje najviše utječu interakcije s ostalim Simsima, ili nedostatak istih. U pravilu se mijenjaju sa svakom interakcijom i pomiče se dva boda prema neutralnom stanju (nula na ljestvici od -100 do +100) svaki dan. Na doživotne se veze obično djeluje snažnim interakcijama (obično romantičnim), i proces zvan normalizacija/propadanje, kada se periodično, kroz dan, doživotna veza smanjuje i prilagođava u proporciji s trenutačnom dnevnom vezom.
Simsi mogu umrijeti na mnogo načina. Ako Sim dostigne kraj svoga stadija ostarjelog Sima, umrijet će od starosti; Simsi bliski s preminulim dobivaju njegovo nasljedstvo ovisno o vezi koju je ovaj imao s preminulim Simom. Simsi se mogu susresti i s preuranjenom smrću na mnoge načine. Preminuli Simsi iza sebe ostavljaju oznake (obično nadgrobni reljef ili urnu), koja je obično opsjednuta Simovim duhom. Duhovi su prozirni, ali su obojeni na različite načine da bi naznačili koju su smrt doživjeli. Duhovi koji lutaju određenim zemljištem plaše druge Simse do smrti ako su njihove potrebe ili motivi dovoljno niski. Simsi mogu umrijeti od straha, strujnog udara, utapanja, padajućeg satelita, požara, gladi, bolesti, buha, Kravobiljke (samo u The Sims 2: University), Sunčeve svjetlosti (samo vampiri u Nightlife) ili padom dizala (samo u Open for Business).

### "Vrste" Simsa
Igrivi Simsi mogu se napraviti jednim od tri moguća načina. Igrivi Simsi mogu se napraviti koristeći se Create-a-Family sistemom te ih na taj način uvesti u igru, zatim rođenjem ili usvajanjem u postojeću obitelj, ili pak useljenjem neigrivog lika u zemljište igrivog Simsa. Zbog potreba igre, postoje dvije vrste neigrivih likova. "Townie" Simsi su, grubo rečeno, istovjetni igrivim Simsim, samo što zapravo ne žive na zemljištu. Imaju posao i ostale karakteristike poput svih Simsa, osim što ne stare, što se može prekinuti ako se usele u neko zemljište. Tada postaju igrivi.
Postoje i kućni ljubimci dodani u The Sims 2: Pets ekspanziji. Igrač ne može kontrolirati ljubimce, ali Simsi mogu vršiti razne interakcije s njima.
Još jedna vrsta neigrivih Simsa jesu NPC Simsi. NPC Simsi služe za neke posebne funkcije, ili kao NPC Simsi za stambena zemljišta (spremačica, vrtlar, vodoinstalater, itd.), radnik na zemljištu zajednice (primjerice, blagajnik), ili Sim koji vrši neku specifičnu funkciju (socijalni radnik, utjerivač duga, Crni kosac, Zeko za druženje, itd.). S nekim iznimkama, bilo koji Townie ili NPC Sims može postati igrivi Sim ako on ili ona prihvate poziv da useljenje od igrivog Sima. Doduše, ako se NPC useli s drugim Simom, izgubit će svoj posao i pokazat će se kao "nezaposlen". Njihovu će ulogu zamijeniti drugi NPC.

## Stvarnost u usporedbi sThe Sims
The Sims 2 daleko je točniji i bliži stvarnom životu u usporedbi s The Sims igrom, uranjajući igrača u potpuno novi 3D svijet. Ne nalik ranim Sims igrama, poput SimCity 2000, koje su koristile 2D grafiku i fiksiranu rezoluciju, sustav kamere u The Sims 2 dopušta igraču da vidi predmete i Simse iz mnoštvo kutova.
Sami Simsi sada imaju mnogo više zamršenih detalja, za razliku od onih u The Sims. Ne nalik Simsima iz prethodnih igara, koje su sadržavale rasterske i iscrtane slike na fiksnim oblicima, The Sims 2 uvodi Simse u 3D modelu stvorene iz posebnih mreža, pokazujući stvarniju prezentaciju. Lice Sima vjerojatno se najviše može prilagoditi po želji igrača; igrač ima mnoštvo opcija, dozvoljavajući veliku diverziju. Teksture su i dalje dobivene iz rasterskih slika, iako sada izgledaju življe. Kretnje su uglađene i bez zapinjanja, prirodnije i sličnije ljudima.
U igri je povećana i doza realnosti. Simsi u ovoj igri doživljavaju brojne stvari koje nisu mogli doživjeti u prethodnim igrama, kao što je starenje i smrt. Simsi postaju trudni na neko vrijeme prije nego što novorođenče dođe na svijet, dok se u The Sims igri novorođenče smjesta pojavilo nakon što bi se dva Simsa poljubila dva puta zaredom. Simsi su jedinstveni i individualni, ponašaju se u skladu sa svojom trenutnom aspiracijom i osobnošću. U The Sims 2, novorođenčad napreduju kroz sve stadije života, dok su u The Sims igri odmah prešli u stadij djeteta i zatim prestali rasti. Djeca nasljeđuju karakteristike, osobine i gene svojih roditelja, primjerice boju očiju, kose kao i sam fizički izgled. Mogu naslijediti i gene svojih daljih predaka.
Istovremeno, The Sims 2 utjelovljuje i broj natprirodnih i fantastičnih elemenata u samo igranje igre. Vanzemaljske otmice moguće su; odrasli Simsi muškog spola koji bivaju oteti vratit će se trudni. U trenutku kada Simov motiv druženja padne na nisku razinu, Zeko za druženje pojavit će se pokraj njega kako bi mu pravio društvo. Kada Simov aspiracijski metar padne na najnižu razinu, terapeut zvan "Sim psihijatar" pojavit će se i pomoći očajnom Simu. Oba lika plod su mašte određenog Sima koji ih doživljava kao stvarne. Kada se izabere drugog igrivog Sima, Zeko za druženje i terapeut nestaju, iako su reakcije Sima koji ih može vidjeti vidljive, što i te kako unosi element humora u ovu igru. Ono što je najčudnije, iako drugi Simsi ne mogu vidjeti ijednog od oba lika, vrata će se misteriozno otvarati i zatvarati, a Zeko i terapeut zauzet će prostor od jedne pločice iako fizički zapravo ne postoje.
Ostali natprirodni i fantastični elementi koji su uvedeni s dolaskom kasnijih ekspanzija jesu: zombiji u The Sims 2: University, vampiri u Nightlife ekspanziji, roboti u Open for Business ekspanziji, sim biljke u The Sims 2: Seasons ekspanziji,  vještice u The Sims 2: Apartment Life ekspanziji i vukodlaci u The Sims 2: Pets ekspanziji.

## Dodaci i ekspanzije
Za PC, postoje tri ključne igre, osam ekspanzija i dva dodatka za igru. Mnogi od ovih prilagođeni su i za Mac OS X od strane Aspyra. The Sims 2 pušten je u prodaju za velik broj različitih konzola.

### Osnovna igra
- The Sims 2 – pušten u prodaju 17. rujna, 2004. (u SAD-u) na četiri CD-ROMa. Za Mac OS X u prodaju pušten 12. lipnja, 2005.
- The Sims 2: Special DVD Edition – pušten u prodaju 17. rujna, 2004. na dva DVD-ROMa. Prvi DVD sadrži ključnu igru; drugi sadrži sadržaj gledljiv na DVD playerima.
- The Sims 2: Holiday Edition (2005.) – pušten u prodaju 17. studenog, 2005. ovo izdanje sadrži ključnu igru i sadržaj iz The Sims 2: Holiday Party Rock. U Europi se prodavao kao The Sims 2: The Christmas Edition.
- The Sims 2: Holiday Edition (2006.) – u prodaji od 2006. Sadržavat će ključnu igru i sadržaj iz The Sims 2: Happy Holiday Stuff. Ovo će se izdanje u Europi prodavati kao The Sims 2: Festive Edition.

### Ekspanzije
Ekspanzije The Sims 2 igre pružaju dodatne sadržaje i mogućnosti. Obično, ekspanzije dodaju jedan središnji, ključni elemnt igranja igre, nekoliko vanjskih sadržaja, novi tip "ekspanzijskog susjedstva" (susjedstva povezana s osnovnim susjedstvom; višestruka ekspanzijska susjedstva istog tipa mogu biti povezana s jednim osnovnim susjedstvom), nove vrste Simsa (vampiri, zombiji, itd.) i otprilike 125 novih predmeta. Dosad su u prodaju puštene četiri ekspanzije, s petom u izradi. Maxis u planu ima sedam ekspanzija. Doduše, s obzirom na činjenicu da je puštanje The Sims 3 igre u prodaju planirano tek u proljeće 2009., postoji mogućnost puštanja osme ekspanzije u prodaju u jesen 2008. Maxis otkriva da će ekspanzije s neparnim brojem donijeti nešto sasvim novo čitavoj igri, dok će one s parnim brojem donijeti nešto iz The Sims igre. 
- The Sims 2: University – puštena u prodaju 2. ožujka, 2005. za PC, 12. prosinca, 2005. za Mac OS X. dodaje veliki element igranja igre, uvodeći mogućnost da Simsi idu na sveučilišta (dodajući i novi stadij života punoljetnika) i ekspanzijsko sveučilišno susjedstvo. Ekspanzija uvodi i Životne želje (snažne želje koje će Simse dovesti u stanje vječne euforije sa stalnim platinastim aspiracijskim metrom nakon što ih se ispuni) i utjecanje (sposobnost utjecanja i usmjeravanja drugih Simsa da čine ono što im zadani Sim zapovijedi). Dodane su i četiri nove karijere dostupne apsolventima (Paranormalna, Prirodoslovna znanost, Umjetnost, Show Business). Dodani su i zombiji, preminuli Simsi dovedeni natrag u život na nepravilan način.

- The Sims 2: Nightlife – pušten u prodaju 13. rujna, 2005. za PC, 27. ožujka, 2005. za Mac OS X. Nightlife dodaje novi sistem odlazaka na spoj koji se temelji na privlačnosti i kemiji između dva Simsa kao i novo ekspanzijsko susjedstvo. Dvije nove aspiracije (užitak i aspiracija prepečenom siru) dodane su, kao i sposobnost mijenjanja Aspiracija kroz nagrade u razmjenu za aspiracijske bodove. Dodano je i korištenje automobila. Simsi od sada mogu postati vampiri.

- The Sims 2: Open for Business - puštena u prodaju 2. ožujka, 2006. za PC, 4. rujna, 2006. za Mac OS X. Ekspanzija omogućuje Simsima da otvore vlastita mala poduzetnička carstva. Dodana su i nova ekspanzijska susjedstva, bedževi kao još jedna vrsta vještina i sistem "razmetanja" dostupan vlasnicima poduzeća. Dodani su i roboti, uključujući i "Servo" robota, robota kojeg se može aktivirati i njime igrati kao s normalnim igrivim Simom.

- The Sims 2: Pets – puštena u prodaju 17. listopada, 2006. u SAD-u, 20. listopada, 2006. u Ujedinjenom Kraljevstvu za PC, i 6. studenog, 2006. za Mac OS X. Na Novom Zelandu i Australiji u prodaju puštena 26. listopada, 2006. bit će puštena u prodaju i za Playstation 2, Nintendo Gamecube, Nintendo DS, Nintendo Game Boy Advance i PlayStation Portable (igranje igre razlikuje se na konzolama od igranja na PC-u). Ekspanzija se fokusira većinom na kućne ljubimce. Nema nova ekspanzijska susjedstva, ali ima nova zemljišta koja se mogu smjestiti u postojeća susjedstva. Među dostupne ljubimce spadaju psi, mačke, papige i "womštakori". Simsi se mogu pretvoriti u vukodlake.

- The Sims 2: Seasons – peta ekspanzija, u prodaju puštena 27. veljače, 2007. u SAD-u, te 2. ožujka, 2007. u Europi. Ekspanzija uvodi novo susjedstvo, Riverblossom Hills, kao i šest novih različitih karijera, te izmjenu godišnjih doba. Simsi u ovoj ekspanziji mogu postati Simbiljke (nova vrsta Simsa) ako pretjeraju s korištenjem pesticida.

- The Sims 2: Bon Voyage - šesta ekspanzija koja je u prodaju puštena 4. rujna 2007. (SAD), odnosno 7. rujna 2007. (Europa). Ova ekspanzija omogućuje putovanje i odmor. Tijekom odmora Simljani su oslobođeni od posla.

- The Sims 2: FreeTime - sedma ekspanzija koja je u prodaju puštena 22. veljače 2008.

- The Sims 2: Apartment Life - osma ekspanzija koja je u prodaju puštena 28. kolovoza 2008. za PC. Ekspanzija uvodi novo susjedstvo Belladonna Cove, kao i stambene zgrade (stanovi, apartmani). Simsi u ovoj ekspanziji mogu postati vještice i čarobnjaci koji mogu biti dobri, neutralni i zli. U ovoj ekspanziji postoje dva lota za vještice i čarobnjake, jedan za dobre a drugi za zle.

### Dodaci
Dodatci za igru zapravo samo dodaju nove predmete, i ništa drugo. Dodatci su se prije zvali boosteri, kao primjerice kod The Sims 2: Holiday Party Rock. Dodatci obično dodaju otprilike 60 novih predmeta (Holiday Party Rock dodao ih je 40).
- The Sims 2: Holiday Party Pack – booster koji se sada naziva dodatak, u prodaju pušten 17. studenog, 2005. Holiday Party Rock uključuje predmete vezane za različite blagdane, većinom vezanih za Božić. U Europi prodavao se kao The Sims 2: Chirstmas Edition. Sjedinjen je s ključnom igrom u The Sims 2: Holiday Edition, a The Sims 2: Christmas Edition limitirano je izdanje pušteno u prodaju u isto vrijeme. Službena stranica The Sims 2 ponudila je korisnicima besplatne predmete iz Holiday Party Rock dodatka na download.

- The Sims 2: Family Fun Stuff – u prodaju pušten 13. travnja, 2006. za PC. Većinom uključuje tematske setove predmeta i ukrasa, posebice srednjovjekovnim predmetima namijenjenim djeci, i predmete i odjeći inspirirane tropima. Poznat je po većim bugovima, zbog čega je EA morala igračima pružiti zakrpu za igru, što je riješeno u nekoliko tjedana.

- The Sims 2: Glamour Life Stuff – u prodaju pušten 31. kolovoza, 2006. uključuje tematske setove luksuznih predmeta i moderne odjeće.

- The Sims 2: Happy Holiday Stuff – u prodaji od studenog 2006. sadržavat će kolekciju predmeta vezanih za blagdane. Ovo je novo izdanje The Sims 2: Holiday Party Rock dodatka, s dvadesetak novih predmeta. Igrači koji su već kupili ključnu igru i Holiday Party Rock imaju opciju kupovanja samo novih predmeta u obliku The Sims 2: Happy Holiday Mini Pack putem EA stranice, tj. EA downloadera. U Europi, igre će se prodavati kao The Sims 2: Festive Holiday Stuff, The Sims 2: Festive Edition i The Sims 2: Festive Holiday Mini Pack.

- The Sims 2: H&M Fashion Stuff - dodatak koji je u prodaju pušten 5. lipnja 2007.

- The Sims 2: Teen Style Stuff - dodatak koji je u prodaju pušten 5. studenog 2007.

- The Sims 2: Kitchen & Bath Interior Design Stuff

- The Sims 2: IKEA Home Stuff

- The Sims 2: Mansion & Garden Stuff

## Konzole
The Sims 2 pušten je u prodaju za Nintendo DS, Nintendo Gameboy Advance, Nintendo Gamecube, Sony Playstation 2 i Microsoft Xbox, 24. listopada, 2005. u Sjevernoj Americi. Iste igre puštene su i u Europi 4. studenog, 2006. U prosincu 2005. igra je puštena u prodaju za Playstation Portable, a u Europi 13. siječnja, 2006. Igra je dostupna i na mobitelu, ovisno o karijeri. The Sims 2: Pets isto je dostupna na konzolama. A u izradi je i nova The Sims 2: Castaway igra, ekskluzivno za konzole.
Ocjene igre na konzolama prilično su niske, zato što Simsi gube svoju čar na konzolama. Konzole nude ograničene mogućnosti te tu The Sims 2 najviše gubi na svojoj draži.

### Igranje igre na konzolama
Igranje The Sims 2 igre na konzolama uključuje igračevo pomaganje Simsima da ispune svoje želje u životu. Svaki Sim ima četiri želje i tri straha. Postoje tri različite želje, a to su popularnost, bogatstvo, romantika, znanje i kreativnost. Igrač odabire jednu od ovih dok stvara Sima.
Kasnije, igrač se kreće na različitim lokacijama, ispunjavajući Simove želje. U svakom mjestu, Sim ima zlatne želje. Igrač mora ispuniti zlatne želje da bi dobio platinaste. Ispunjajući platinastu želju igrač se seli na novu lokaciju.

## Oblikovanje igre

### Korisnički sadržaji
Kao i u mnogim igrama, velik broj igrača radili su na mijenjanju sadržaja igre i ponašanja The Sims 2 igre. Takvi se fanovi nazivaju modderi. Modderi mijenjaju igru stvarajući nove neke jednostavne stvari kao što su vrste pločica ili boja za zidove koristeći se Maxisovim alatom, ili komplicirane stvari kao što su pisanje zakrpa namijenjenima za kodove u igri koji mijenjaju samu bit igre. Takve promjene nazivaju se "korisničkim sadržajem". Postoje četiri kategorije korisničkog sadržaja: izvoz (stvaranje Simsa ili zemljišta u igri ili koristeći Body Shop, a zaim ih izvoditi u datoteku), ponovno obojenje (stvaranje novih tekstura za postojeći predmet), ispreplitanje (stvaranje novih predmeta ili mijenjanje oblika postojećeg) i hakiranje (pisanje kodova koji izmjenjuje ponašanje predmeta i same igre).
Zajednica moddera za The Sims 2 nezavisna je, s iskusnijim modderima koji pišu vodiče i alate kako bi pomogli u stvaranju korisničkog sadržaja i mijenjanju okoline u igri. Jedan takav program namijenjen tomu jest SimPE, koji ima sposobnost prepravljanja datoteka igre. SimPE omogućuje stvaranje korisničkog sadržaja kroz nekoliko čarobnjaka i alata za njihovo stvaranje.

## Kontroverze oko seksualnog sadržaja
22. srpnja, 2005., floridski odvjetnik, Jack Thompson naveo je da EA i The Sims 2 promiču golotinju. Tvrdio je da se, nakon što se "zamagljenost" (pikselacija koja se događa dok Sim vrši nuždu) makne, moguće je vidjeti stidne dlake i ostale detalje genitalija. EA je ustvrdio da Simsima nedostaje takva anatomska građa (njihova građa uspoređena je s onom Barbike i Kena). Iako postoji korisnički sadržaji koji može stvoriti takve anatomske strukture, stvaraoci ovih sadržaja potrudili su se smjestiti ovakve sadržaje na stranice namijenjene odraslima.
Thompson je kasnije povukao izjavu o specifičnim anatomskim strukturama, ali je tvrdio da bi EA trebao izgubiti autorsko pravo jer nije ništa učinio da spriječi ovakve promjene u igri. Rukovoditelj Electronic Artsa, Jeff Brown, rekao je u intervjuu za Gamespot:

## Nagrade
- E3 2004 Game Critics Award: Najbolja simulacija života
- Nominirana 2005. BAFTA Nagrada za Najbolju PC igru
- Nominirana 2005. International Press Academy Satellite Award za najbolju Puzzle/stratešku igru

## Vanjske poveznice
- The Sims službene web stranice  Arhivirana inačica izvorne stranice od 3. lipnja 2002. (Wayback Machine)
- The Sims 2 službene web stranice  Arhivirana inačica izvorne stranice od 14. siječnja 2013. (Wayback Machine)